# Свежно (гмина)
Свежно (пол. Świerzno) — сельская гмина (волость) в Польше, входит как административная единица в Каменьский повет, Западно-Поморское воеводство. Население — 4215 человек (на 2005 год).